# Derecho de Quebec
El derecho de Quebec es el conjunto de normas jurídicas que se aplican en el territorio de Quebec, Canadá. El derecho de Quebec se caracteriza por dos características importantes. Por una parte, es de responsabilidad compartida del Parlamento federal y del Parlamento de Quebec. De acuerdo con la Constitución de Canadá, cada gobierno es responsable de la ley dentro de sus esferas de jurisdicción. Por otra parte, por razones históricas, el derecho de Quebec de adhiere a dos tradiciones jurídicas distintas: la tradición del derecho continental romano-francés y el derecho inglés. En términos generales, el derecho privado en Quebec corresponde a la tradición del derecho continental, mientras que el derecho público está más influenciado por el derecho inglés. Sin embargo, las múltiples influencias que ambas tradiciones han tenido entre sí han llevado a que Quebec tenga un sistema jurídico mixto.
La historia del derecho en Quebec explica la mezcla de tradiciones jurídicas. Inicialmente fue una colonia francesa y fue conquistada por Gran Bretaña en 1760. Tras la conquista, Gran Bretaña intentó imponer el derecho de Inglaterra. Sin embargo, permitió a través de la Ley de Quebec de 1774, el uso del derecho continental en asuntos privados. La distinción entre el derecho privado de la tradición francesa y el derecho público de la tradición inglesa persiste hasta nuestros días. Quebec dispone de su propio Código Civil, adoptado en 1994.
El derecho de Quebec se divide tradicionalmente entre derecho privado y derecho público. A nivel privado, la mayoría de las normas que rigen las relaciones entre particulares están previstas en el Código Civil de Quebec. Contiene normas relativas al derecho de familia, responsabilidad civil, derecho de propiedad , etc. A nivel público, Quebec no tiene una constitución formal. Muchas normas públicas tienen su origen en el derecho consuetudinario, como el derecho administrativo y el derecho penal . Por último, Quebec cuenta con una Carta de Derechos y Libertades de la Persona que protege los derechos y libertades de las personas tanto en el ámbito privado como en el público.
El tribunal con la jurisdicción más alta sobre la legislación de Quebec es la Corte Suprema de Canadá; le sigue el Tribunal de Apelaciones de Quebec y después el Tribunal Superior de Quebec. Además, el sistema judicial de Quebec incluye otras cortes y tribunales administrativos. La gestión de los tribunales y los órganos jurídicos en general es responsabilidad del Ministerio de Justicia. De igual manera, el ejercicio de la abogacía en Quebec está supervisado por dos órdenes profesionales: El Colegio de Abogados de Quebec y la Cámara de Notarios. En Quebec hay un poco más de 600 jueces encargados de decidir los litigios.

### Competencias legislativas

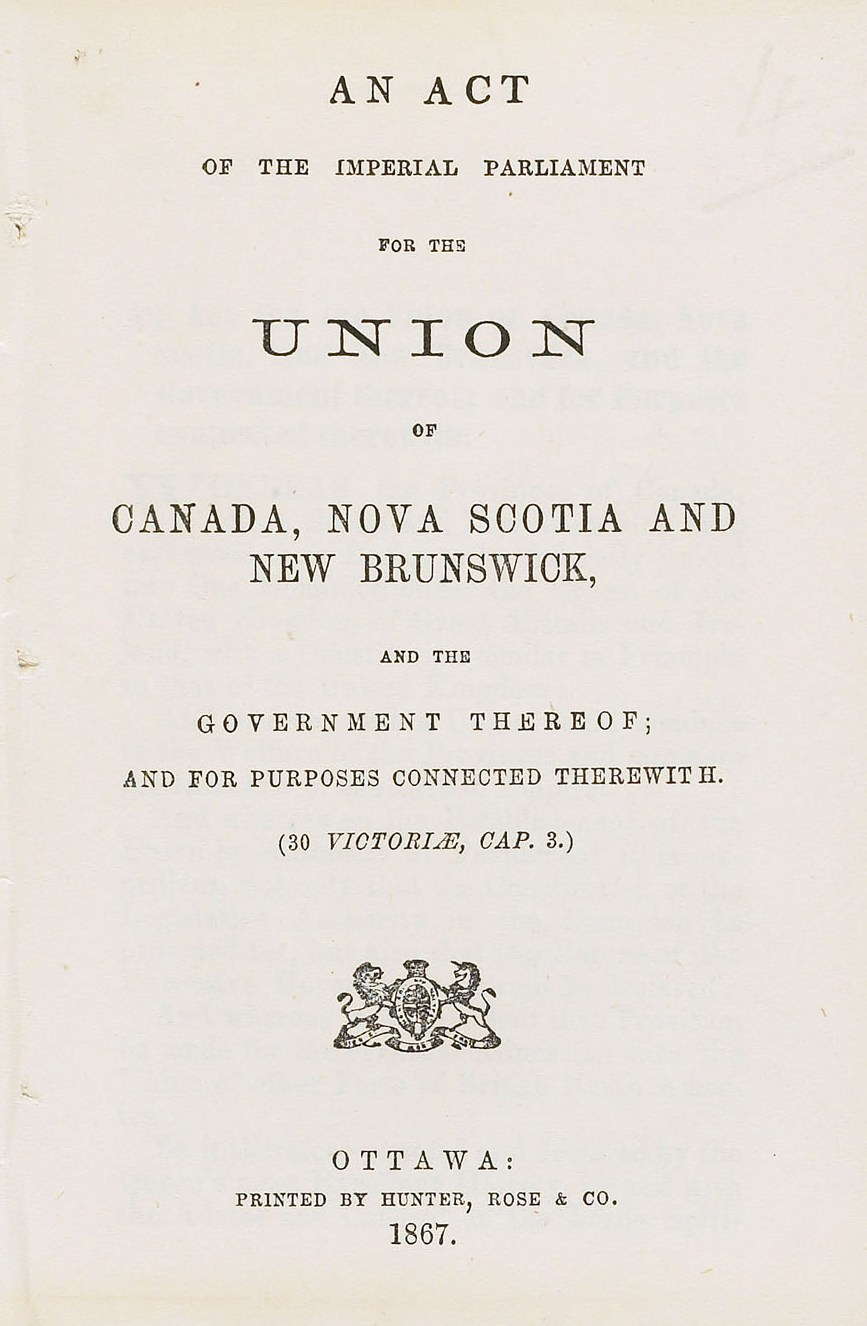
La Ley de la América del Norte Británica de 1867 por la que se fundó Canadá y la provincia de Quebec.

### De la conquista (1760) a la confederación (1867)

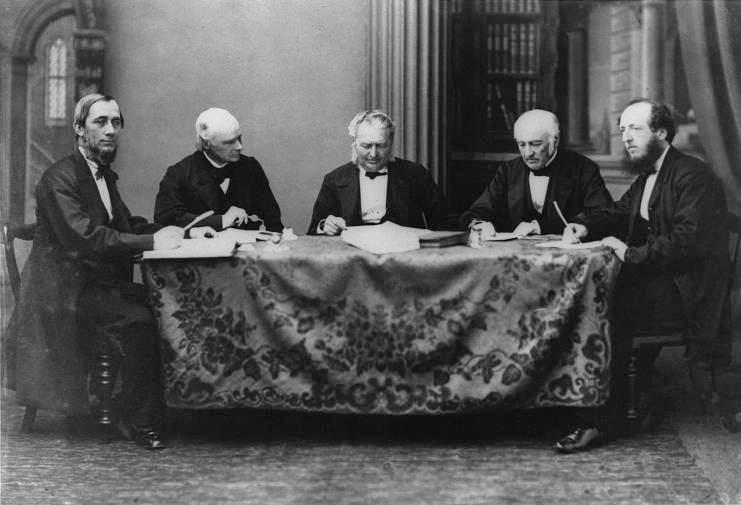
Comisión encargada de codificar las leyes del Bajo Canadá (1865).

### De la Confederación (1867) a la Revolución Tranquila

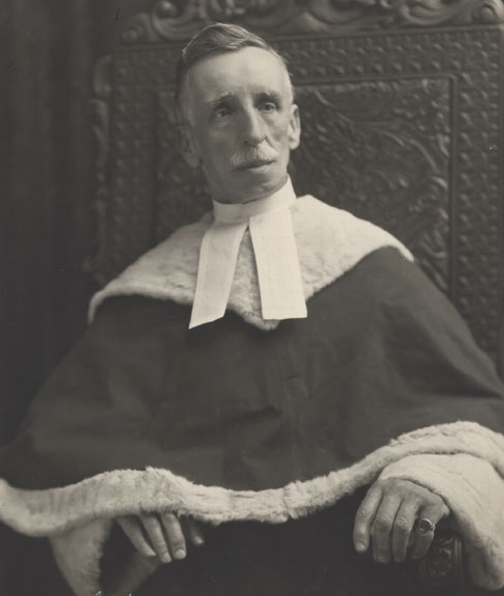
Pierre-Basile Mignault, exjuez y profesor de derecho quebequense.

### Fuerzas policiales

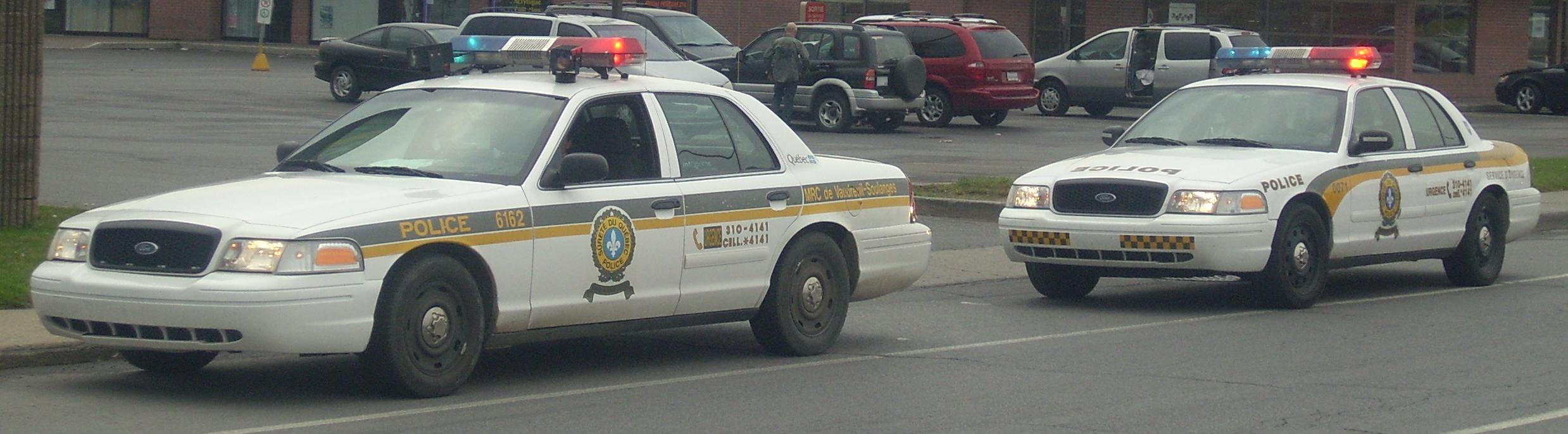
Patrullas de la Sûreté de Quebec.

### Sistema penitenciario

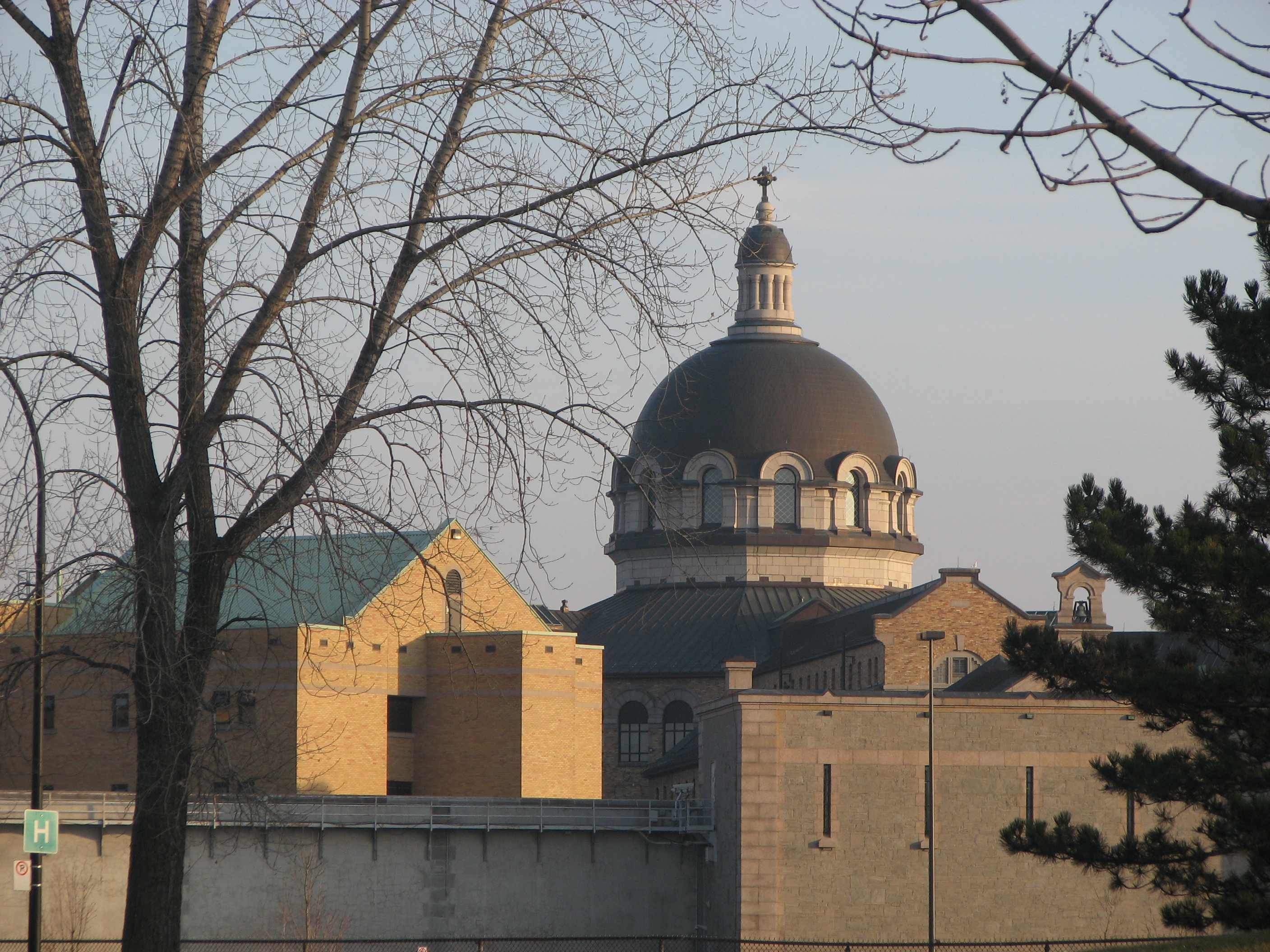
Prisión de Burdeos, la prisión más grande de Quebec.

### Educación jurídica

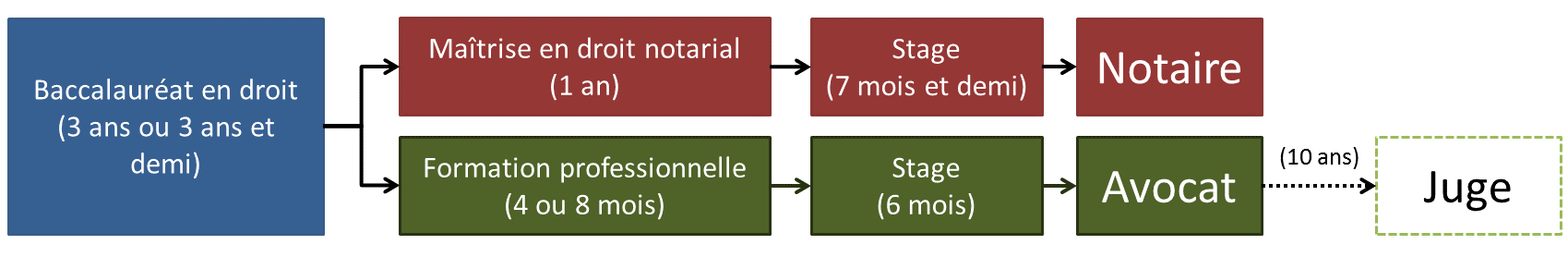
Diagrama de formación para convertirse en notario, abogado o juez en Quebec.

## Organizaciones

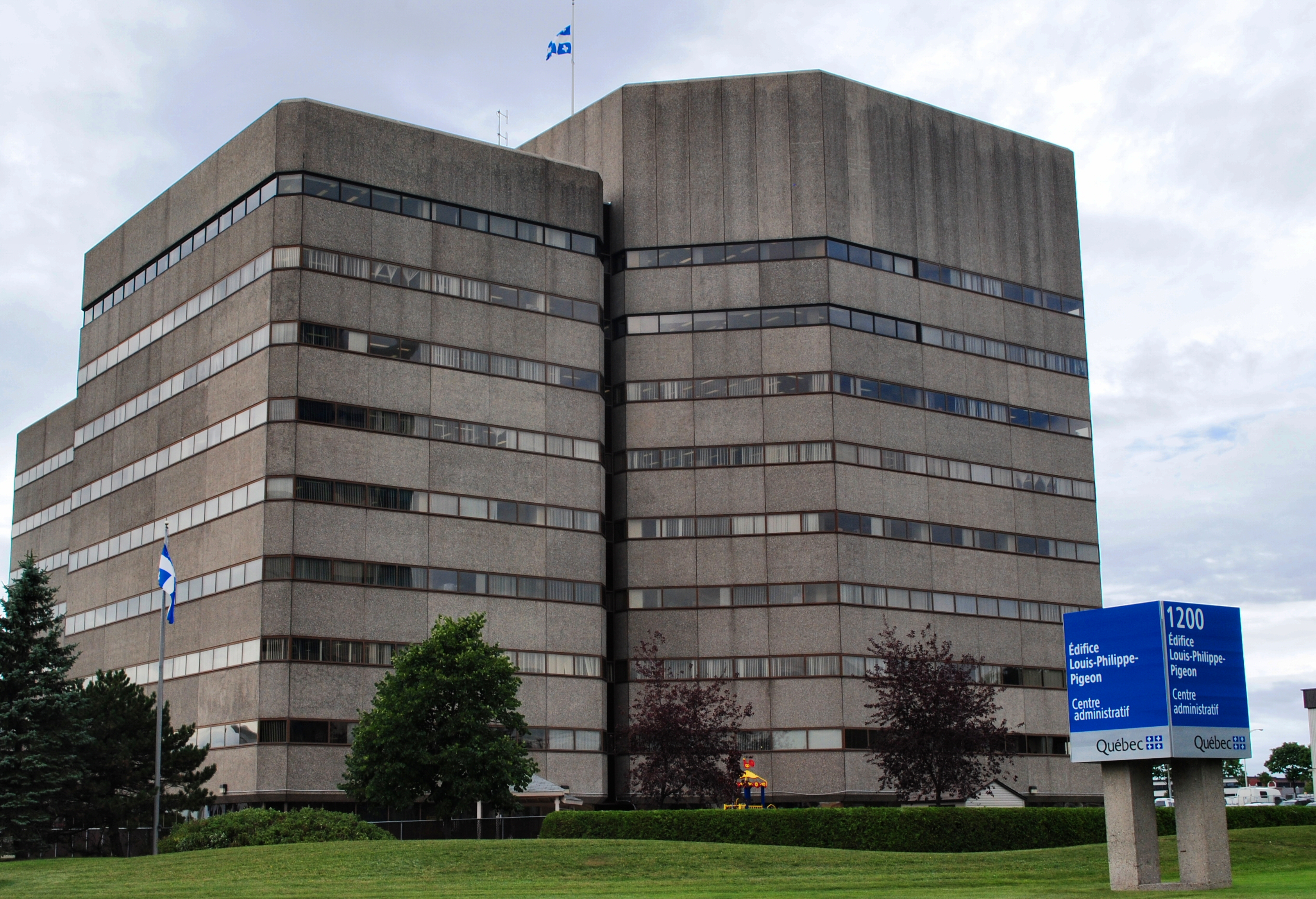
El edificio Louis-Philippe-Pigeon en Quebec, sede del Ministerio de Justicia de Quebec.

## Principios generales